# Rangers FC
Rangers Football Club, numit și «Glasgow Rangers», este un club de fotbal fondat în martie 1872 în Glasgow, Scoția, care actualmente joacă în Scottish Premiership.
Prin tradiție politică, loial coroanei britanice, clubul reprezintă istoric protestanții din oraș. Glasgow Rangers face parte din cele zece cluburi-fondatoare ale Ligii de Fotbal din Scoția și din primul campionat scoțian care a avut loc în 1890. Rangers evoluează fără pauză în Prima Ligă Scoțiană până în 2012, un record pe care îl împărțea cu rivalii de la Celtic FC. Rangers FC câștigă în 2011 campionatul Scoției pentru a 55-a oară, un record mondial, la care trebuie de adăugat 27 de Cupe ale Ligii și 33 de Cupe ale Scoției. În 1961, este primul club britanic ajuns într-o finală ale unei cupe europene, Cupa Cupelor UEFA, pe care o vor câștiga în 1972. Rangers a ajuns, de asemenea, la finala Cupei UEFA în 2008.
Rangers își disputǎ meciurile de acasă pe Stadionul Ibrox, numit și Ibrox Park, un stadion modern cu o capacitate de 50.817 locuri. Terenurile de antrenament se gǎsesc în complexul Murray Park, deschis oficial pe 4 iulie 2001.
În februarie 2012, clubul cere să intre în insolvențǎ, în așteptarea verdictului judiciar în procesul intentat de fiscul britanic, HM Revenue and Customs. Condus spre lichidare, clubul își vinde activele, printre care stadionul și complexul Murray Park, consorțiumului Newco Rangers, condus de Charles Green. După o penalitate de 10 puncte din campionat, clubul este exclus din Prima Ligă Scoțiană, ca urmare a datoriilor fațǎ de fiscul britanic.

## Palmares
Acestea sunt cele mai importante performanțe înregistrate de Rangers FC:

### Național
- Prima Ligă Scoțiană: 55 (record)

1890–91, 1898–99, 1899–1900, 1900–01, 1901–02, 1910–11, 1911–12, 1912–13, 1917–18, 1919–20, 1920–21, 1922–23, 1923–24, 1924–25, 1926–27, 1927–28, 1928–29, 1929–30, 1930–31, 1932–33, 1933–34, 1934–35, 1936–37, 1938–39, 1946–47, 1948–49, 1949–50, 1952–53, 1955–56, 1956–57, 1958–59, 1960–61, 1962–63, 1963–64, 1974–75, 1975–76, 1977–78, 1986–87, 1988–89, 1989–90, 1990–91, 1991–92, 1992–93, 1993–94, 1994–95, 1995–96, 1996–97, 1998–99, 1999–2000, 2002–03, 2004–05, 2008–09, 2009–10, 2010–11, 2020–21
- Scottish Championship: 1

2015–16
- Scottish League One: 1

2013–14
- Scottish League Two: 1

2012–13
- Cupa Scoției: 34

1893–94, 1896–97, 1897–98, 1902–03, 1927–28, 1929–30, 1931–32, 1933–34, 1934–35, 1935–36, 1947–48, 1948–49, 1949–50, 1952–53, 1959–60, 1961–62, 1962–63, 1963–64, 1965–66, 1972–73, 1975–76, 1977–78, 1978–79, 1980–81, 1991–92, 1992–93, 1995–96, 1998–99, 1999–2000, 2001–02, 2002–03, 2007–08, 2008–09, 2021–22
- Cupa Ligii Scoției: 28 (record)

1946–47, 1948–49, 1960–61, 1961–62, 1963–64, 1964–65, 1970–71, 1975–76, 1977–78, 1978–79, 1981–82, 1983–84, 1984–85, 1986–87, 1987–88, 1988–89, 1990–91, 1992–93, 1993–94, 1996–97, 1998–99, 2001–02, 2002–03, 2004–05, 2007–08, 2009–10, 2010–11, 2023–24
- Drybrough Cup

1979

### Internațional
- Cupa Cupelor UEFA: 1

1972

### Duble și triple
- Campionatul, Cupa Scoției și Cupa Ligii Scoției: 7

1948–49, 1963–64, 1975–76, 1977–78, 1992–93, 1998–99, 2002–03
- Cupa și Cupa Ligii: 4

1962, 1979, 2002, 2008
- Campionatul și Cupa: 11

1927–28, 1929–30, 1933–34, 1934–35, 1949–50, 1952–53, 1962–63, 1991–92, 1995–96, 1999–2000, 2008–09
- Campionatul și Cupa Ligii: 10

1947, 1961, 1987, 1989, 1991, 1994, 1997, 2005, 2010, 2011

### Statistici notabile
Rangers devine prima echipă britanică ce ajunge într-o finală de compeții europene în 1961.

## Recorduri

### Club
Cea mai mare audiență143 570 de spectatori, 27 martie 1948 împotriva Hibernian FC
Cea mai mare audiență118 567 spectatori, 2 ianuarie 1939 împotriva Celtic FC
Cea mai mare victorie
14-2 împotriva Whitehill, Cupa Scoției, 29 septembrie 1883
14-2 împotriva Blairgowrie, Cupa Scoției, 20 ianuarie 1934
13-0 împotriva Possilpark, Cupa Scoției, 06 octombrie 1877
13-0 împotriva Uddingston, Cupa Scoției, 10 noiembrie 1877
13-0 împotriva Kelvinside Athletic, Cupa Scoției, 28 septembrie 1889
Cea mai mare victorie în ligă10-0 împotriva Hibernian FC, 24 decembrie 1898
Cea mai mare victorie în ligă10-2 împotriva Raith Rovers FC, 16 decembrie 1967
înfrângerea Extinsă1-7 împotriva Celtic FC, Cupa Ligii, 19 octombrie 1957
Extinsă înfrângere liga0-6 împotriva Dumbarton FC, 04 mai 1892
- În sezonul 2012-2013, Rangers a jucat în Scottish Football League Third Division și a stabilit un record mondial pentru un meci de acest nivel: 18 august 2012 - 49.118 de spectatori au venit la meci Rangers împotriva East Stirlingshire FC.

### Jucători
Numărul de apariții (toate competițiile) John Greig - 755 (1960-1978)
 Dougie Gray a jucat 940 de meciuri intre 1925 si 1947, dar 385 dintre ei au fost în timpul al doilea război mondial și, prin urmare, sunt considerate non officiels.
Numărul de apariții în ligă Sandy Archibald - 513 (1917-1934)
Cel mai bun marcator (toate competițiile) Ally McCoist - 355 (1983-1998)
 Jimmy Smith a marcat 381 goluri între 1929 și 1946, dar 102 dintre ei au fost în timpul al doilea război mondial și, prin urmare, sunt considerate non officiels.
Cel mai bun marcator al ligii Ally McCoist - 251 (1983-1998)
Numărul de apariții în competițiile europene Barry Ferguson - 82 (1998-2003 și 2004-2009)
Cea mai mare sumă de transfer primită Alan Hutton - £9 milioane (2008, Tottenham Hotspur)
Cea mai mare sumă de transfer plătită Tore André Flo - £12.5 milioane (2001, Chelsea)
| #  | Nume             | Perioadă              | Apariții |
| 1  | John Greig       | 1961-1978             | 755      |
| 2  | Sandy Jardine    | 1964-1982             | 674      |
| 3  | Ally McCoist     | 1983-1998             | 581      |
| 4  | Sandy Archibald  | 1917-1934             | 580      |
| 5  | David Meiklejohn | 1919-1936             | 563      |
| 6  | Dougie Gray      | 1925-1947             | 555      |
| 7  | Derek Johnstone  | 1970-1983 / 1985-1986 | 549      |
| 8  | Davie Cooper     | 1977-1989             | 540      |
| 9  | Peter McCloy     | 1970-1986             | 535      |
| 10 | Ian McColl       | 1945-1960             | 526      |

| #  | Nume               | Perioadă              | Goluri |
| 1  | Ally McCoist       | 1983-1998             | 355    |
| 2  | Bob McPhail        | 1927-1940             | 261    |
| 3  | Jimmy Smith        | 1930-1946             | 249    |
| 4  | Jimmy Fleming      | 1925-1934             | 220    |
| 5  | Derek Johnstone    | 1970-1983 / 1985-1986 | 210    |
| 6  | Ralph Brand        | 1954-1965             | 206    |
| 7  | Willie Reid        | 1909-1920             | 195    |
| 8  | Willie Thornton    | 1936-1954             | 194    |
| 9  | Robert C. Hamilton | 1897-1908             | 184    |
| 10 | Andy Cunningham    | 1914-1929             | 182    |

## Jucători notabili

### Cea mai bună echipă din toate timpurile
- Andy Goram
- Sandy Jardine
- Richard Gough
- Terry Butcher
- John Greig – Votat cel mai bun „Ranger” din toate timpurile
- Brian Laudrup – Votat cel mai bun jucător străin al lui „Rangers” din toate timpurile
- Paul Gascoigne
- Jim Baxter – Votat al treilea cel mai bun „Ranger” din toate timpurile
- Davie Cooper
- Ally McCoist – Votat al doilea cel mai bun „Ranger” din toate timpurile
- Mark Hateley

### Scotland Football Hall of Fame
Până în anul 2019, 33 de jucători și antrenori ai lui Rangers au fost incluși în Scottish Football Hall of Fame:
- Jim Baxter
- Alex Ferguson
- John Greig
- Graeme Souness
- Willie Woodburn
- Alex McLeish
- Alan Morton
- Willie Waddell
- George Young
- Davie Cooper
- Richard Gough
- Willie Henderson
- Sandy Jardine
- Brian Laudrup
- Eric Caldow
- Ally McCoist
- Walter Smith
- Derek Johnstone
- Bill Struth
- Mo Johnston
- David Meiklejohn
- Andy Goram
- Terry Butcher
- Robert Smyth McColl
- Bob McPhail
- Scot Symon
- Davie Wilson
- Bobby Brown
- Jock Wallace
- Archie Knox
- Ian McMillan
- Tommy McLean
- Colin Stein

### Scotland Roll of Honour
Scotland national football team roll of honour recunoaște jucătorii care au bifat 50 sau mai multe meciuri internaționale pentru Scoția. 10 dintre aceștia au fost selecționați în timp ce evoluau la Rangers:
- David Weir
- Christian Dailly
- Kenny Miller
- Richard Gough
- Ally McCoist
- Graeme Souness
- George Young
- Colin Hendry
- Alan Hutton
- Steven Naismith

### Scottish Sports Hall of Fame
În Scottish Sports Hall of Fame, au fost incluși 3 jucători ai lui Rangers:
- Jim Baxter
- John Greig
- Ally McCoist

## Istoric antrenori
| Nume             | Început           | Sfârșit           | Perioada         | M     | V   | E   | Î   | GM    | GP    | Victorii% | Palmares                                                   |
| ---------------- | ----------------- | ----------------- | ---------------- | ----- | --- | --- | --- | ----- | ----- | --------- | ---------------------------------------------------------- |
| William Wilton   | 27 mai 1899       | 20 mai 1920       | 20 ani, 359 zile | 722   | 475 | 118 | 129 | 1.724 | 743   | 65,78     | 8 First-tier League titles 1 Scottish Cup                  |
| Bill Struth      | 20 mai 1920       | 15 iunie 1954     | 34 ani, 26 zile  | 1.179 | 788 | 228 | 163 | 2.847 | 1.144 | 66,83     | 18 First-tier League titles 10 Scottish Cups 2 League Cups |
| Scot Symon       | 15 iunie 1954     | 1 noiembrie 1967  | 13 ani, 139 zile | 681   | 445 | 114 | 122 | 1.719 | 773   | 65,34     | 6 First-tier League titles 5 Scottish Cups 4 League Cups   |
| David White      | 1 noiembrie 1967  | 27 noiembrie 1969 | 2 ani, 26 zile   | 114   | 73  | 19  | 22  | 264   | 122   | 64,03     |                                                            |
| Willie Thornton† | 27 noiembrie 1969 | 8 decembrie 1969  | 0 ani, 11 zile   | 2     | 2   | 0   | 0   | 5     | 1     | 100       |                                                            |
| William Waddell  | 8 decembrie 1969  | 31 mai 1972       | 2 ani, 175 zile  | 130   | 73  | 25  | 32  | 253   | 134   | 56,49     | 1 League Cup 1 Cup Winners' Cup                            |
| Jock Wallace     | 31 mai 1972       | 23 mai 1978       | 5 ani, 357 zile  | 308   | 201 | 56  | 51  | 655   | 299   | 65,25     | 3 First-tier League titles 3 Scottish Cups 2 League Cups   |
| John Greig       | 24 mai 1978       | 28 octombrie 1983 | 5 ani, 157 zile  | 288   | 150 | 71  | 67  | 514   | 302   | 52,08     | 2 Scottish Cups 2 League Cups                              |
| Tommy McLean†    | 28 octombrie 1983 | 10 noiembrie 1983 | 0 ani, 13 zile   | 4     | 1   | 0   | 3   | 4     | 6     | 25        |                                                            |
| Jock Wallace     | 10 noiembrie 1983 | 7 aprilie 1986    | 2 ani, 148 zile  | 124   | 55  | 36  | 33  | 191   | 131   | 43,65     | 2 League Cups                                              |
| Alex Totten†     | 7 aprilie 1986    | 16 aprilie 1986   | 0 ani, 9 zile    | 1     | 0   | 0   | 1   | 1     | 2     | 0         | [ 14 ]                                                     |
| Graeme Souness   | 8 aprilie 1986    | 16 aprilie 1991   | 5 ani, 8 zile    | 260   | 165 | 50  | 45  | 486   | 179   | 63,32     | 3 First-tier League titles 4 League Cups                   |
| Walter Smith     | 19 aprilie 1991   | 31 mai 1998       | 7 ani, 42 zile   | 379   | 248 | 68  | 63  | 793   | 341   | 65,52     | 7 First-tier League titles 3 Scottish Cups 3 League Cups   |
| Dick Advocaat    | 1 iunie 1998      | 12 decembrie 2001 | 3 ani, 194 zile  | 195   | 131 | 34  | 30  | 427   | 158   | 67,53     | 2 First-tier League titles 2 Scottish Cups 1 League Cup    |
| Alex McLeish     | 13 decembrie 2001 | 8 mai 2006        | 4 ani, 169 zile  | 235   | 155 | 44  | 36  | 488   | 196   | 65,96     | 2 First-tier League titles 2 Scottish Cups 3 League Cups   |
| Paul Le Guen     | 9 mai 2006        | 4 ianuarie 2007   | 0 ani, 240 zile  | 31    | 16  | 8   | 7   | 47    | 28    | 51,61     |                                                            |
| Ian Durrant†     | 4 ianuarie 2007   | 10 ianuarie 2007  | 0 ani, 6 zile    | 1     | 0   | 0   | 1   | 2     | 3     | 0         |                                                            |
| Walter Smith     | 10 ianuarie 2007  | 16 mai 2011       | 4 ani, 126 zile  | 245   | 154 | 53  | 38  | 461   | 193   | 62,86     | 3 First-tier League titles 2 Scottish Cups 3 League Cups   |
| Ally McCoist     | 16 mai 2011       | 21 decembrie 2014 | 3 ani, 219 zile  | 167   | 121 | 22  | 24  | 391   | 123   | 72,46     | 1 Fourth-tier league title 1 Third-tier league title       |
| Kenny McDowall†  | 21 decembrie 2014 | 12 martie 2015    | 0 ani, 81 zile   | 10    | 3   | 3   | 4   | 9     | 14    | 30        |                                                            |
| Stuart McCall†   | 12 martie 2015    | 15 iunie 2015     | 10 ani, 13 zile  | 17    | 7   | 6   | 4   | 29    | 23    | 41,18     |                                                            |
| Mark Warburton   | 15 iunie 2015     | 10 februarie 2017 | 9 ani, 283 zile  | 82    | 54  | 15  | 13  | 183   | 74    | 65,85     | 1 Second-tier league title                                 |
| Graeme Murty†    | 10 februarie 2017 | 12 martie 2017    | 8 ani, 43 zile   | 6     | 3   | 1   | 2   | 14    | 8     | 50        |                                                            |
| Pedro Caixinha   | 13 martie 2017    | 26 octombrie 2017 | 8 ani, 12 zile   | 26    | 14  | 5   | 7   | 49    | 30    | 53,85     |                                                            |
| Graeme Murty     | 26 octombrie 2017 | 1 mai 2018        | 7 ani, 150 zile  | 29    | 18  | 2   | 9   | 61    | 38    | 62,07     |                                                            |
| Jimmy Nicholl†   | 1 mai 2018        | 31 mai 2018       | 0 ani, 30 zile   | 3     | 1   | 2   | 0   | 7     | 6     | 33,33     |                                                            |
| Steven Gerrard   | 1 iunie 2018      | 11 noiembrie 2021 | 3 ani, 163 zile  | 193   | 125 | 42  | 26  | 405   | 135   | 63,77     | 1 First-tier League title                                  |

† Denotă că persoana a fost antrenor interimar.